# Center Point (Alabama)
Center Point – miasto w Stanach Zjednoczonych, w stanie Alabama, w hrabstwie Jefferson. W roku 2023 miasto zamieszkiwało 15 705 osób, a gęstość zaludnienia wynosiła 751,4 osoby/km².